# Massimo Morales
Massimo Morales (* 20. April 1964 in Caserta) ist ein ehemaliger italienischer Fußballspieler und derzeitiger -trainer.

## Spielerkarriere
Massimo Morales war als Spieler für Casertana aktiv.

## Trainerlaufbahn
Morales erwarb 1991 in München die deutsche B-Lizenz, 1995 den A-Schein. Der Italiener arbeitete von 1992 bis 1994 als Juniorentrainer beim FC Bayern München. Von 1994 bis 1995 war Morales Assistent bei der Profimannschaft unter Giovanni Trapattoni. Morales trainierte von 1995 bis 1996 den ghanaischen Erstligisten King Faisal Babes. Von 1996 bis 1998 war er als Scout beim AC Mailand angestellt. Anschließend arbeitete der Italiener für den ghanaischen Fußballverband, als Assistent bei der Nationalmannschaft und der U20.
Im Juli 1999 wurde Morales Co-Trainer von Frans Thijssen beim niederländischen Ehrendivisionär De Graafschap. Als Thijssen Ende August zurücktrat, übernahm Morales interimsmäßig sein Amt, wurde einen Monat später von Rob McDonald abgelöst und war nun dessen Assistent. Allerdings kamen die beiden Trainer nicht miteinander klar, so dass Morales den Klub schon im November verließ.
Im Jahr 2000 erwarb Massimo Morales die Fußball-Lehrer-Lizenz (Diploma PRO UEFA) in Coverciano bei Florenz (Italien). In den Jahren 2000 bis 2003 trainierte er wieder in seiner Heimat. Potenza SC, Rondinella Calcio und Varese FC hießen die Stationen. Von April 2001 bis Saisonende coachte Morales den Schweizer Klub AC Bellinzona.
In der Spielzeit 2003/04 feierte er mit Fortuna Düsseldorf den Aufstieg in die Fußball-Regionalliga. Ende November 2004 wurde er entlassen und durch Uwe Weidemann ersetzt. Vom 23. Dezember 2005 bis 31. März 2006 war Morales Coach des SV Waldhof Mannheim, er betreute die Mannschaft nur in zwei Pflichtspielen.
Im April 2008 wurde Morales Co-Trainer beim tschechischen Zweitligisten FK Marila Příbram, kurz darauf übernahm er den Posten des Cheftrainers, und im Juni 2008 schaffte er den Aufstieg in die erste tschechische Liga.
Ende Oktober 2009 übernahm er den Trainerposten beim ungarischen Erstligisten Honvéd Budapest. Am 13. November 2010 trat er nach der Niederlage gegen dessen Lokalrivalen Újpest Budapest zurück.
Nach seiner Station in Budapest arbeitete er als TV-Experte beim Sportsender Sky sowie als freier Journalist unter anderem für die Gazzetta dello Sport. Am 7. April 2013 wurde er Nachfolger von Gerd Dais als Cheftrainer des Drittligisten Stuttgarter Kickers. Am 9. September 2013 wurde Morales von seiner Traineraufgabe bei den Stuttgarter Kickers entbunden.